# Bois-Bernard
Pour les articles homonymes, voir Bois (homonymie) et Bois (communes).
Bois-Bernard est une commune française située dans le département du Pas-de-Calais en région Hauts-de-France. Ses habitants sont appelés les Bois-Bernardins. La commune est membre de la communauté d'agglomération Hénin-Carvin.

## Géographie

### Localisation
Localisée dans le sud-est du département du Pas-de-Calais, Bois-Bernard est une commune située, à vol d'oiseau, à 8 km au sud-est de la commune de Lens (chef-lieu d'arrondissement), à 12 km à l'ouest de la commune de Douai et à 13 km au nord-est de la commune d’Arras.
À la limite du bassin minier, le village couvre une superficie de 397 hectares, répartie, pour la plupart, entre les sept exploitants agricoles de la commune. Hormis le Four à Chaux, les cinq lieux-dits de la commune ne ressortent pas comme des quartiers bien délimités par les habitants, mais servent juste aux agriculteurs pour le repérage de leur terre.
Le territoire de la commune est limitrophe de ceux de six communes.
Les communes limitrophes sont Rouvroy, Izel-lès-Équerchin, Neuvireuil, Acheville, Drocourt et Fresnoy-en-Gohelle.

### Géologie et relief
La superficie de la commune est de 3,97 km2 ; son altitude varie de 41  à   70 mètres.

### Hydrographie
Le territoire de la commune est situé dans le bassin Artois-Picardie. Il n’est drainé par aucun cours d'eau,.

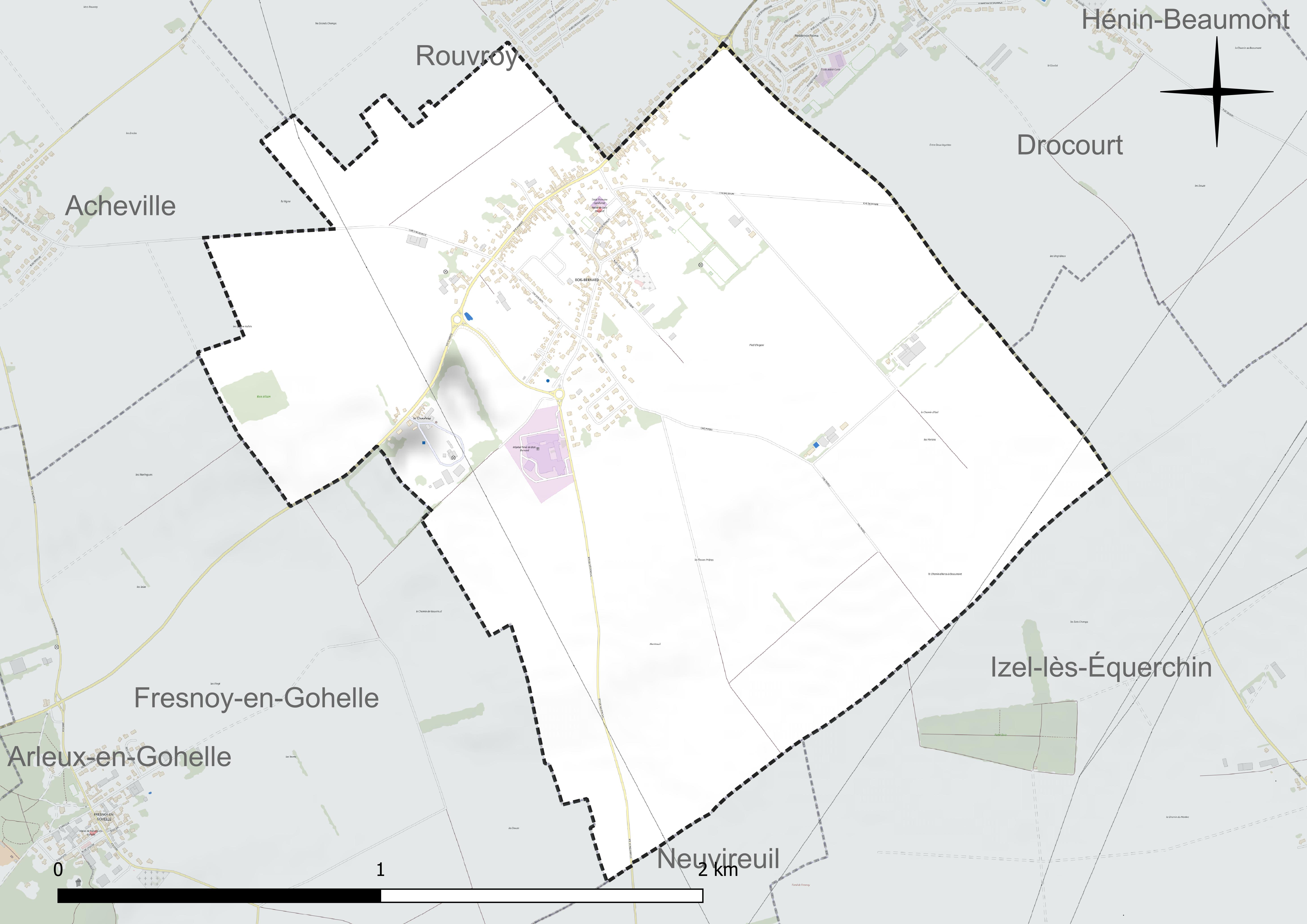
Réseau hydrographique de Bois-Bernard.

### Climat
Pour des articles plus généraux, voir Climat des Hauts-de-France et Climat du Pas-de-Calais.
En 2010, le climat de la commune est de type climat océanique dégradé des plaines du Centre et du Nord, selon une étude du CNRS s'appuyant sur une série de données couvrant la période 1971-2000. En 2020, Météo-France publie une typologie des climats de la France métropolitaine dans laquelle la commune est exposée à un climat océanique et est dans la région climatique Nord-est du bassin Parisien, caractérisée par un ensoleillement médiocre, une pluviométrie moyenne régulièrement répartie au cours de l'année et un hiver froid (3 °C).
Pour la période 1971-2000, la température annuelle moyenne est de 10,4 °C, avec une amplitude thermique annuelle de 14,3 °C. Le cumul annuel moyen de précipitations est de 732 mm, avec 12,4 jours de précipitations en janvier et 9,1 jours en juillet. Pour la période 1991-2020, la température moyenne annuelle observée sur la station météorologique la plus proche, située sur la commune de Douai à 12 km à vol d'oiseau, est de 11,0 °C et le cumul annuel moyen de précipitations est de 729,2 mm,. Pour l'avenir, les paramètres climatiques de la commune estimés pour 2050 selon différents scénarios d'émission de gaz à effet de serre sont consultables sur un site dédié publié par Météo-France en novembre 2022.

## Urbanisme

### Typologie
Au 1er janvier 2024, Bois-Bernard est catégorisée ceinture urbaine, selon la nouvelle grille communale de densité à sept niveaux définie par l'Insee en 2022.
Elle appartient à l'unité urbaine de Douai-Lens, une agglomération inter-départementale regroupant 67  communes, dont elle est une commune de la banlieue,,. Par ailleurs la commune fait partie de l'aire d'attraction de Lens - Liévin, dont elle est une commune de la couronne,. Cette aire, qui regroupe 50 communes, est catégorisée dans les aires de 200 000 à moins de 700 000 habitants,.

### Occupation des sols
L'occupation des sols de la commune, telle qu'elle ressort de la base de données européenne d'occupation biophysique des sols Corine Land Cover (CLC), est marquée par l'importance des territoires agricoles (84,8 % en 2018), une proportion sensiblement équivalente à celle de 1990 (85,6 %). La répartition détaillée en 2018 est la suivante : 
terres arables (84,8 %), zones urbanisées (15,2 %). L'évolution de l'occupation des sols de la commune et de ses infrastructures peut être observée sur les différentes représentations cartographiques du territoire : la carte de Cassini (XVIIIe siècle), la carte d'état-major (1820-1866) et les cartes ou photos aériennes de l'IGN pour la période actuelle (1950 à aujourd'hui).

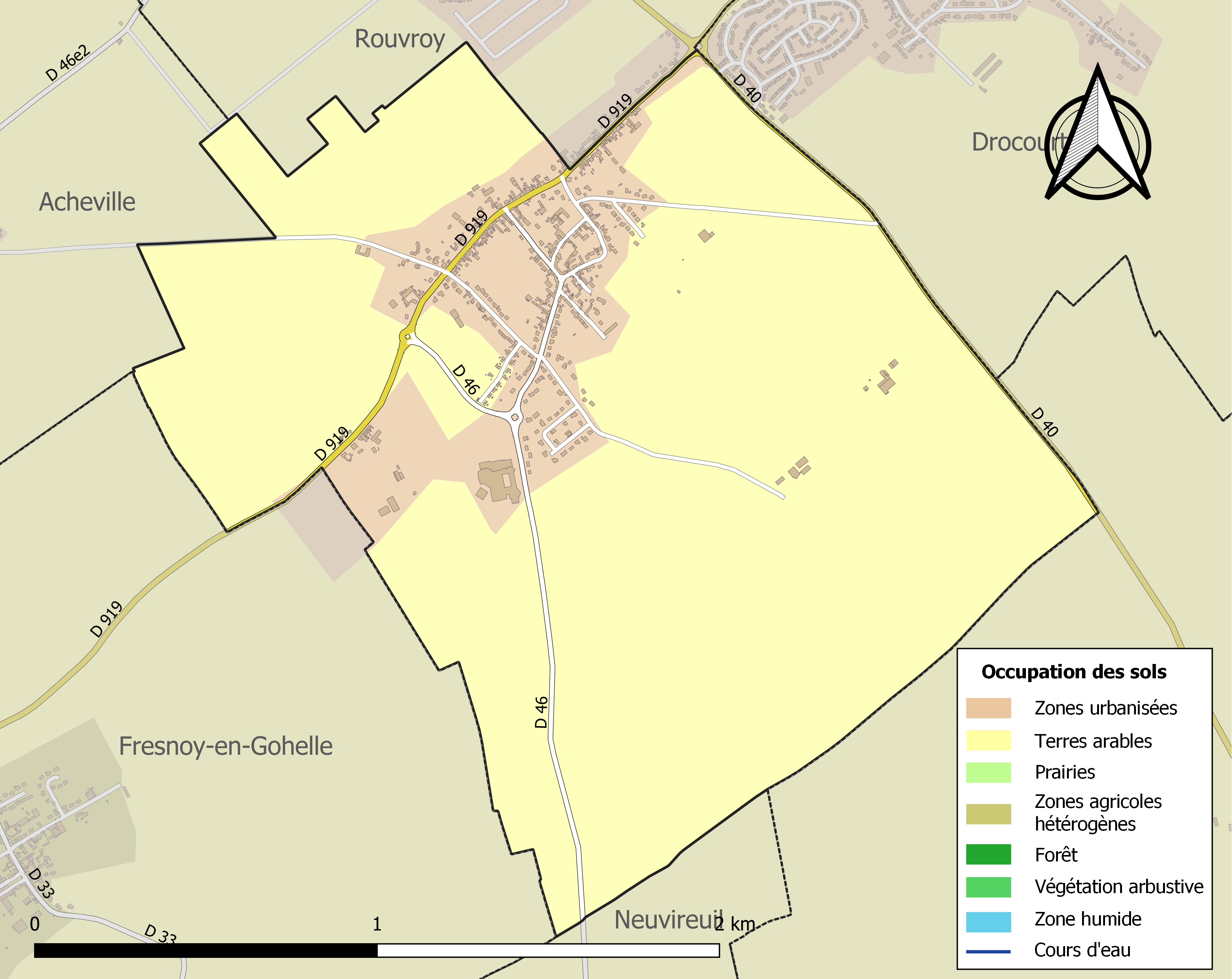
Carte des infrastructures et de l'occupation des sols de la commune en 2018 (CLC).

### Voies de communication et transports

#### Voies de communication
L'accès à Bois-Bernard en automobile est relativement facile, grâce à la proximité de l'Autoroute A1 (Lille-Paris) dont l'échangeur d'Hénin-Beaumont-Lens est situé à 7 km.

#### Transports
L'accès en autocar peut se faire par les lignes 19 (Lens / Noyelles-Godault) et 10 (Arras / Noyelles-Godault) assuré par le réseau TADAO.
La commune se trouve à 5 km de la gare d'Hénin-Beaumont, située sur la ligne de Lens à Ostricourt, et desservie par des trains TER Hauts-de-France.

## Toponymie
Le nom de la localité est attesté sous les formes Nemus Bernardi (1162), Boscus Bernardi (1221), Le Bos Biernart (1289), Bosbernart (1362), Boz-Bernard (1452), Le Bois Bernard (1720), Bois Bernard (1793) et Bois-Bernard depuis 1793.
Signification apparente : « le bois de Bernard ». La forme régionale correspondant au français bois est bos, francisée par la suite en Bois-.

## Histoire
La commune se divisait, au Moyen Âge, en deux seigneuries : l'une ecclésiastique appartenant à l'évêché d'Arras, et l'autre séculière qui resta jusqu'au XVIe siècle dans la famille du Bos ou Dou Bos. Quelques traces ont été trouvées aux archives départementales à propos de cette famille :
- En 1248, Baudoin du Bos obtient du comte Robert d'Artois les droits de haute, moyenne et basse justice, excepté le rapt, le meurtre et l'incendie.
- En 1262, Bernard du Bos fut témoin d'une vente faite à l'abbaye de la Brayelle.
- En 1291, Robert Le Jovene, important notable lensois, est imposé de six deniers pour la loge de Bernard du Bos.
- Martin du Bos obtient les droits de justice vicomtière.
- Soudan du Bos a hérité de la Motte et de la justice vicomtière d'Ouppi.
- Martel du Bos a été nommé chevalier pour actes de bravoure.
- En 1545, Jean du Bos écuyer, seigneur de Bois-Bernard et d'Ouppi, assiste comme témoin au mariage de Hughes de Gosson et Marie de Poie.

Ensuite la terre passa aux Coupigny, puis aux Béthune-Desplanque et aux ducs de Duras. Le château de Bois-Bernard cessa alors d'être la résidence des seigneurs.
Un document des archives départementales d'Arras nous parle du village et de son château :
"Celuy villaige estoit anciennement une petite ville habitée de Sarrasins, aians une forteresse assise au milieu d'un petit bois, quy du costé vers Hénnin-Liétart samble avoir trois fossés, et vers Isez deux, et du costé de Fresnoy un.
Et par celuy dudict quy est encore en estre du costé de l'église, l'on maintient que lesdicts Sarrasins s'en seroient enfuis, poursuivis des Chrétiens. Et pour certification de l'antiquité de ceste terre, les seigneurs ont un droict tel que quatre siens tenanciers seront submis sur complainte, les quatre nataulx de l'an, de venir faire garde à cheval tout armés, et la lance au poing et l'espée au costé et pistollet à l'arreceron de la selle."
Le village garde peu de traces visibles de son passé car il fut plusieurs fois rasé, notamment en 1303, date à laquelle le château a été renversé par les Flamands, puis en 1654 et en 1710. Dans un passé beaucoup plus proche, le village fut de nouveau entièrement détruit, ainsi que ses archives, lors de la Première Guerre mondiale, ce qui lui vaudra d'être décorée de la croix de guerre 1914-1918 par décret du 23 septembre 1920, distinction également attribuée à 276 autres communes du Pas-de-Calais.

## Politique et administration
Jusqu'en 1789, Bois-Bernard faisait partie du bailliage de Lens (le comté d'Artois était divisé en un certain nombre de circonscriptions à la fois judiciaires, administratives, financières et militaires appelées baillies ou bailliages, à la tête desquelles était placé un officier, représentant du comte). Le village avait alors une coutume locale (ensemble de lois) rédigée en 1507 suivant la coutume d'Artois. Son église paroissiale dépendait du diocèse d'Arras, doyenné d'Hénin-Liétard, district de Méricourt. Elle était consacrée à Notre-Dame, et l'abbé d'Hénin-Liétard y officiait.
En 1790, Bois-Bernard fait partie du district d'Arras, canton de Fresnes-lès-Montauban (14 municipalités, 4647 habitants).

### Découpage territorial
La commune se trouve dans l'arrondissement de Lens du département du Pas-de-Calais. Un arrêté du 9 brumaire an X (31 octobre 1801) indique que Bois-Bernard a été rattaché à l'arrondissement d'Arras et au canton de Vimy (28 communes, 37 366 habitants). Par arrêté préfectoral du 20 décembre 2016, la commune est détachée le 1er janvier 2017 de l'arrondissement d'Arras pour intégrer l'arrondissement de Lens.

#### Commune et intercommunalités
La commune est membre de la communauté d'agglomération Hénin-Carvin qui regroupe 14 communes et totalise 126 840 habitants en 2021. Elle en est la plus petite commune en nombre d'habitants.

#### Circonscriptions administratives
La commune est rattachée au canton d'Harnes.

#### Circonscriptions électorales
Pour l'élection des députés, la commune fait partie de la deuxième circonscription du Pas-de-Calais.

### Élections municipales et communautaires

#### Liste des maires
| Période                                  | Période                      | Identité          | Étiquette | Qualité                                      |
| ---------------------------------------- | ---------------------------- | ----------------- | --------- | -------------------------------------------- |
| Les données manquantes sont à compléter. |                              |                   |           |                                              |
| 1998                                     | 2020                         | Christine Toutain |           | Enseignante Réélue pour le mandat 2014-2020, |
| 23 mai 2020                              | En cours (au 1 février 2022) | Jean-Marie Monchy |           | Ancienne profession intermédiaire,           |

## Équipements et services publics

### Justice, sécurité, secours et défense
La commune dépend du tribunal judiciaire d'Arras, du conseil de prud'hommes d'Arras, de la cour d'appel de Douai, du tribunal de commerce d'Arras, du tribunal administratif de Lille, de la cour administrative d'appel de Douai et du tribunal pour enfants d'Arras.

## Population et société

### Démographie
Les habitants de la commune sont appelés les Bois-Bernardins.

#### Évolution démographique
La population était autrefois dénombrée à partir du nombre de foyers, le nombre de 6 habitants par foyer étant généralement retenu, bien qu'étant contestable car très variable en fonction des régions et des dates.
- 1469 : 21 feux
- 1698 : 9 feux
- 1731 : 16 feux
- 1761 : 21 feux
- 1791 : 142 habitants

L'évolution du nombre d'habitants est connue à travers les recensements de la population effectués dans la commune depuis 1793. Pour les communes de moins de 10 000 habitants, une enquête de recensement portant sur toute la population est réalisée tous les cinq ans, les populations de référence des années intermédiaires étant quant à elles estimées par interpolation ou extrapolation. Pour la commune, le premier recensement exhaustif entrant dans le cadre du nouveau dispositif a été réalisé en 2007.

En 2022, la commune comptait 833 habitants, en évolution de +0,73 % par rapport à 2016 (Pas-de-Calais : −0,72 %, France hors Mayotte : +2,11 %).
| 1793 | 1800 | 1806 | 1821 | 1831 | 1836 | 1841 | 1846 | 1851 |
| ---- | ---- | ---- | ---- | ---- | ---- | ---- | ---- | ---- |
| 154  | 144  | 167  | 204  | 202  | 182  | 175  | 173  | 205  |

| 1856 | 1861 | 1866 | 1872 | 1876 | 1881 | 1886 | 1891 | 1896 |
| ---- | ---- | ---- | ---- | ---- | ---- | ---- | ---- | ---- |
| 225  | 221  | 215  | 207  | 208  | 234  | 284  | 280  | 458  |

| 1901 | 1906 | 1911 | 1921 | 1926 | 1931 | 1936 | 1946 | 1954 |
| ---- | ---- | ---- | ---- | ---- | ---- | ---- | ---- | ---- |
| 484  | 559  | 552  | 280  | 436  | 432  | 453  | 467  | 501  |

| 1962 | 1968 | 1975 | 1982 | 1990 | 1999 | 2006 | 2007 | 2012 |
| ---- | ---- | ---- | ---- | ---- | ---- | ---- | ---- | ---- |
| 559  | 609  | 614  | 672  | 816  | 840  | 825  | 822  | 842  |

| 2017 | 2022 | - | - | - | - | - | - | - |
| ---- | ---- | - | - | - | - | - | - | - |
| 827  | 833  | - | - | - | - | - | - | - |

#### Pyramide des âges
En 2018, le taux de personnes d'un âge inférieur à 30 ans s'élève à 32,1 %, soit en dessous de la moyenne départementale (36,7 %). À l'inverse, le taux de personnes d'âge supérieur à 60 ans est de 26,2 % la même année, alors qu'il est de 24,9 % au niveau départemental.
En 2018, la commune comptait 393 hommes pour 426 femmes, soit un taux de 52,01 % de femmes, légèrement supérieur au taux départemental (51,5 %).
Les pyramides des âges de la commune et du département s'établissent comme suit.
| Hommes | Classe d’âge | Femmes |
| ------ | ------------ | ------ |
| 0,3    | 90 ou +      | 0,7    |
| 5,1    | 75-89 ans    | 9,4    |
| 18,0   | 60-74 ans    | 18,8   |
| 25,0   | 45-59 ans    | 22,4   |
| 19,2   | 30-44 ans    | 16,9   |
| 18,1   | 15-29 ans    | 18,8   |
| 14,4   | 0-14 ans     | 13,1   |

| Hommes | Classe d’âge | Femmes |
| ------ | ------------ | ------ |
| 0,5    | 90 ou +      | 1,6    |
| 5,6    | 75-89 ans    | 8,9    |
| 16,7   | 60-74 ans    | 18,1   |
| 20,2   | 45-59 ans    | 19,2   |
| 18,9   | 30-44 ans    | 18,1   |
| 18,2   | 15-29 ans    | 16,2   |
| 19,9   | 0-14 ans     | 17,9   |

## Culture locale et patrimoine

### Lieux et monuments
- L'église Notre-Dame-de-la-Visitation.
- Le monument aux morts* Le monument aux morts[34].
- La rue et la sépulture de Paul Rault, mineur et résistant, fusillé par les allemands le 21 juillet 1944 à la citadelle d'Arras[35].

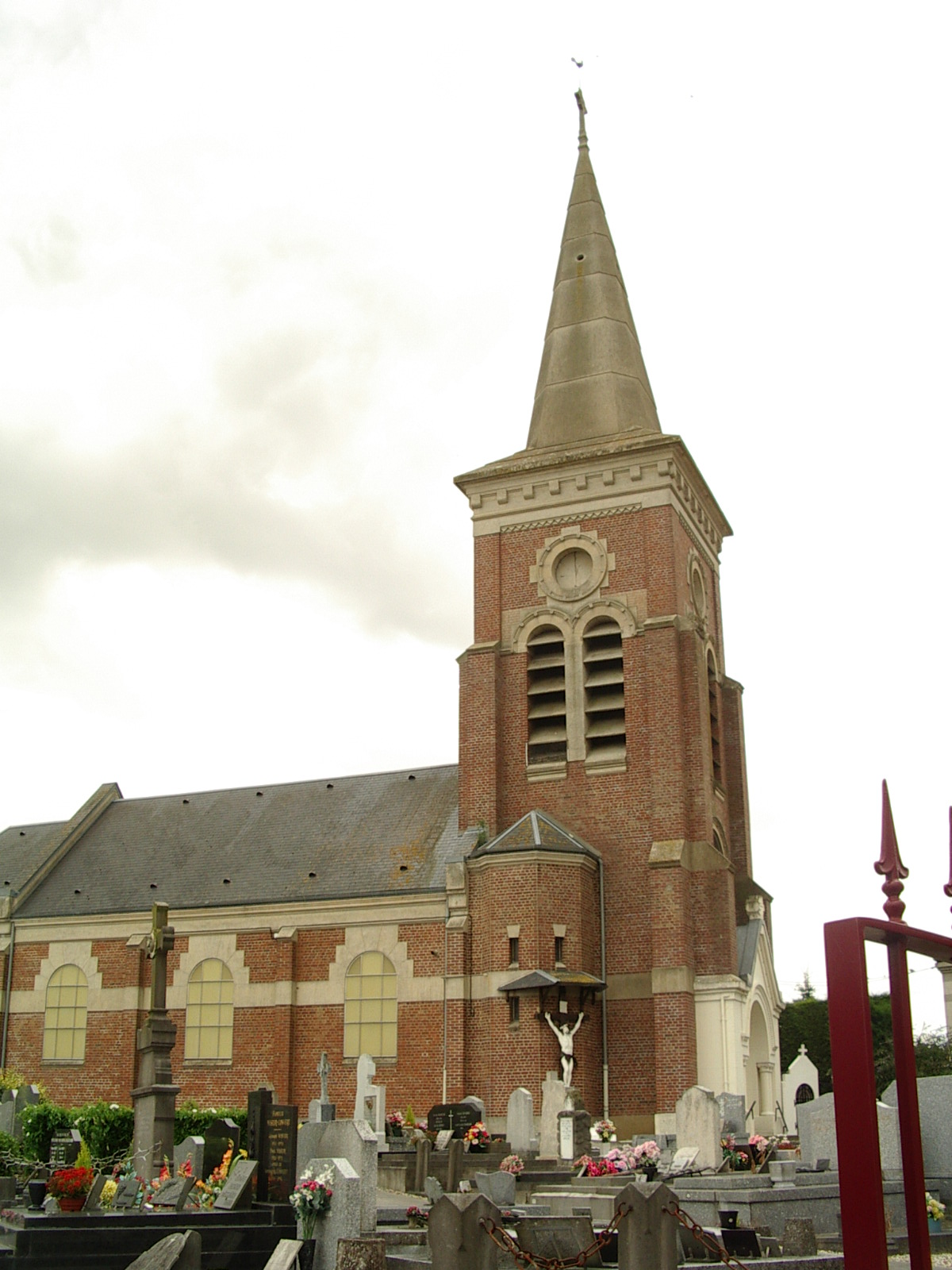
L'église.

### Personnalités liées à la commune
- Hector Quilliet (1859-1928), prélat catholique, né dans la commune.
- Charles Humez (1927-1979), boxeur, mort dans la commune.
- Barbara Pompili (1975-), femme politique française, née dans la commune.
- Guillaume Brodzki (né en 1977), poète.
- Marine Tondelier (1986-), femme politique française, née dans la commune.

### Héraldique
| Blason de Bois-Bernard | Blason  | De gueules à cinq fusées d'or posées et rangées en bande, surmontées d'un lambel cousu d'azur. Ornements extérieursCroix de guerre 1914-1918.                                                              |
| Blason de Bois-Bernard | Détails | * Ces armes emploient le terme « cousu » dans le seul but de contrevenir à la règle de contrariété des couleurs : elles sont fautives (azur sur gueules). Le statut officiel du blason reste à déterminer. |

## Pour approfondir